# マルカンの戦い
マルカンの戦い（マルカンの戦い、フランス語: Combat de Marquain）は、第一次対仏大同盟戦争中の1792年4月29日、フランス立憲王国とハプスブルク帝国の間の戦闘。フランスの敗北に終わった。

## 背景
アルマン・ルイ・ド・ゴントー・ド・ビロンがキーヴランとモンスを落とそうと試みた一方、テオバルド・ディヨンはフェイントとしてトゥルネーへ進軍した。10個騎兵大隊、6個歩兵大隊、大砲6門を率いてリールを発ったディヨンはマルカンの高地で布陣していた、ルイ＝フランソワ・ド・シヴァラール率いるオーストリア軍に遭遇した。オーストリア軍とフランス軍の前衛が激しい小競り合いを始めると、フランス軍はシヴァラールが会戦を求めていることを知ったが、ディヨンには会戦を避けるよう命令が下っていた。

## 経過
オーストリア軍が高地を下ってきたが、自軍が信用できないため（リールからの進軍中、ディヨンの命令をたびたび従わなかった）ディヨンは会戦を避ける命令に従い撤退を命じた。フランス軍が撤退を始めると、オーストリア軍は射程外にもかかわらず砲撃をはじめ、砲弾はフランス軍の後衛にすら届かなかった。しかし撤退を援護する騎兵大隊は驚いた。フランス騎兵は砲撃音を聞くや歩兵のほうへ急いで"Sauve qui peut, nous sommes trahis"（「みな、身の安全を図れ！裏切られたんだ！」）と叫んだ。この行動でフランス軍に混乱が生じ、ベージュを経由したリールへの撤退は敗走に近い形となった。そのため、荷物や弾薬は放棄され、大砲も2門を除いて捨てられた。ディヨンは撤退している軍をオーストリア軍に攻撃される前に整列しようとしたが失敗、自軍の1人が発した銃弾を受けた。
フランス軍はフィーブで再集結した。ディヨンの副官で工兵大佐のピエール＝フランソワ・ベルトワ（Pierre-François Berthois）は処刑され、負傷したディヨンも銃殺されたのち銃剣で刺された。ディヨンの遺体は市中を引き回されたのち焼かれた。ディヨンのいとこアルテュールは国民公会に訴えてディヨンを殺害した兵士を懲罰させ、ディヨンの未亡人には子供を育てるための年金を与えられた。